# 新店区 (福州市)
新店区（1952年2月—1955年5月，1960年3月—1961年6月，1961年12月—1969年11月）是中华人民共和国福建省福州市历史上的一个市辖区。

## 第一次设立
1952年2月，设立新店区；同年12月，新店区隶属新成立的福州市人民政府郊区行政办事处（以下简称“市郊办处”）。1955年5月，撤销新店区建制，其所辖乡镇由市郊办处直接领导。

## 第二次设立
1960年3月，撤销市郊办处，同时设立福州市直辖的新店区，下辖新店、战坂、溪里、湖前、温泉、北郊6个人民公社。1961年6月，新店区改制为新店行政办事处。

## 第三次设立
1961年12月，撤销新店行政办事处，恢复设立新店区。1962年1月，恢复市郊办处，新店区归其领导。1969年11月，新店区改称新店人民公社。